# Les peaux-rouges attaquent
Pour plus de détails, voir Fiche technique et Distribution.
Les peaux-rouges attaquent (Gun Town) est un western américain de Wallace Fox, sorti en 1946.

## Fiche technique
- Titre original : Gun Town
- Titre français : Les peaux-rouges attaquent
- Réalisation : Wallace Fox
- Scénario : William Lively
- Directeur de la photographie : Maury Gertsman
- Ingénieurs du son : Bernard B. Brown, Vernon W. Kramer
- Montage : Ray Snyder
- Décors : Russell A. Gausman, Arthur D. Leddy
- Musique : Mark Levant
- Pays d'origine  : États-Unis
- Langue : anglais
- Couleur : Noir et Blanc
- Durée  : 55 minutes
version française  : 40 minutes
- Format : 1,37 : 1
- Son : Mono (Western Electric Recording)
- Dates de sortie :
  - États-Unis : 18 janvier 1946
  - France : 24 décembre 1947

## Distribution
- Kirby Grant : Kip Lewis
- Fuzzy Knight : Ivory Keys
- Lyle Talbot : Lucky Dorgan
- Claire Carleton : Belle Townley
- Louise Currie : Buckskin Jane Sawyer
- Gene Garrick : Davie Sawyer
- Earle Hodgins : shérif
- Ray Bennett : Nevada - acolyte
- Dan White : Joe - acolyte
- Merrill McCormick : villageois